# Festival Gastronómico del Gato
El Festival Gastronómico del Gato también llamado Curruñao o Miaustura fue una celebración anual en el poblado de La Quebrada, cerca de San Luis, en la provincia sureña de Cañete forma parte de las celebraciones en honor a Santa Efigenia de Etiopía. La festividad se llevaba a cabo al final del mes de septiembre.
Fue prohibido en el año 2013 en el cual consideraba la festividad como fomentación de violencia por involucrar actos de crueldad contras los animales.